# Tilburg Steelers
Tilburg Steelers was een American footballteam uit Tilburg. Het team werd in 1984 opgericht als Footballclub The Sting, maar na het faillissement van die club ging zij in 1989 verder als Tilburg Steelers. In 2004 werd de club ontbonden. Tilburg Steelers kwam onder andere uit op het hoogste niveau in Nederland, waar ze meerdere kampioenschappen won.

## Erelijst
- 1991: landskampioen Eerste divisie[4]

- 1995: Tulip Bowl XI (landstitel)